# Tmesisternus karimui
Tmesisternus karimui là một loài bọ cánh cứng trong họ Cerambycidae.